# Круглоарочный стиль
>#REDIRECT Неороманский стиль